# En hvid, hvid dag
En hvid, hvid dag  er en dramafilm fra 2019 instrueret af Hlynur Palmason.

## Medvirkende
- Ingvar Sigurdsson som Ingimundur
- Ída Mekkín Hlynsdóttir som Salka
- Hilmir Snær Guðnason som Olgeir
- Sara Dögg Ásgeirsdóttir som Ingimundurs kone
- Björn Ingi Hilmarsson som Trausti
- Elma Stefania Agustsdottir som Elín